# Abbazia di Sant'Emmerano
L'abbazia di Sant'Emmerano, in tedesco Kloster Sankt Emmeram o Reichsabtei Sankt Emmeram, oggi conosciuta come Castello Thurn und Taxis e Basilica di Sankt Emmeram, è stata un monastero benedettino con sede a Ratisbona in Baviera, sorto sul sepolcro di Sant'Emmerano.
Nel 1964 la chiesa abbaziale è stata insignita del titolo di basilica minore.

## Storia
Quando il monastero venne fondato nel 739, i vescovi di Ratisbona avevano ottenuto la reggenza di questo sito religioso in commendam. Nel 975, san Volfango, vescovo di quella città e abate, volontariamente, rinunciò alla propria posizione di sovranità sull'abbazia e dichiarò Sant'Emmerano indipendente dall'arcivescovato, distinguendosi per essere stato uno dei primi vescovi tedeschi a prendere queste posizioni verso l'indipendenza delle strutture monastiche. Il primo abate indipendente fu dunque Ramwold (poi Beato Ramwold).
Lo scriptorium di Sant'Emmerano nel Medioevo fu un centro di produzione libraria di altissimo livello per le delicate miniature che vi venivano eseguite e lavori di questo genere possono essere tutt'oggi gustati con esempi nell'evangelario di Enrico II il Santo (prodotto tra il 1002 ed il 1014) ed il Codice Uta (poco dopo il 1002). Qua venne inoltre redatto il Fragmentum de Arnulfo duce Bavariae.
Re Corrado IV nel 1251 vi subì un fallimentare attentato da parte dell'abate. Nel 1295 Adolfo di Nassau garantì all'abbazia il titolo di "abbazia imperiale" e la pose un dominio indipendente soggetto solo all'autorità imperiale che egli rappresentava.
Dopo il declino della sua importanza, durante il XVI secolo, l'abbazia ritrovò vigore tra il XVII ed il XVIII secolo con gli abati Frobenius Forster, Coelestin Steiglehner, Roman Zirngibl e Placidus Heinrich, grandi scolastici, in particolare nelle scienze naturali. Sotto la loro guida, l'abbazia divenne un'accademia rivale di quella di Monaco di Baviera, anche se aveva una tradizione ben più antica di quella della capitale bavarese: già dal Medioevo vantava un astrolabio costruito da William di Hirsau.
Nel 1731 gli abati ottennero il rango di "principe" e tra il 1731 ed il 1733 si pose mano alla ristrutturazione della struttura in stile barocco, dopo che in particolare la chiesa abbaziale era andata distrutta in un incendio.
Nel 1803 il monastero, assieme alla città di Ratisbona, passarono al principato vescovile di Ratisbona (elevato nel contempo ad arcivescovile, l'unico principato legato ad una sede diocesana sopravvissuto al Reichsdeputationshauptschluss dello stesso anno) o più semplicemente principato di Ratisbona, e come le altre abbazie imperiali di Niedermünster e Obermünster, anche Sant'Emmerano perdette la propria autonomia politica, passando sotto il controllo diretto del primate della Confederazione del Reno, Karl Theodor von Dalberg. Dopo il trattato di Parigi del 1810 l'area passò alla Baviera.
Il tesoro di sant'Emmerano (tra cui spiccano esempi come il ciborio di Arnolfo di Carinzia) e la sua grande biblioteca (che include anche Muspilli e il Codex Aureus di Sant'Emmerano) venne trasferita a Monaco di Baviera.
Nel 1812 le costruzioni monastiche vennero garantite ai principi di Thurn und Taxis che la convertirono in residenza col titolo di castello.

## La basilica di Sant'Emmerano

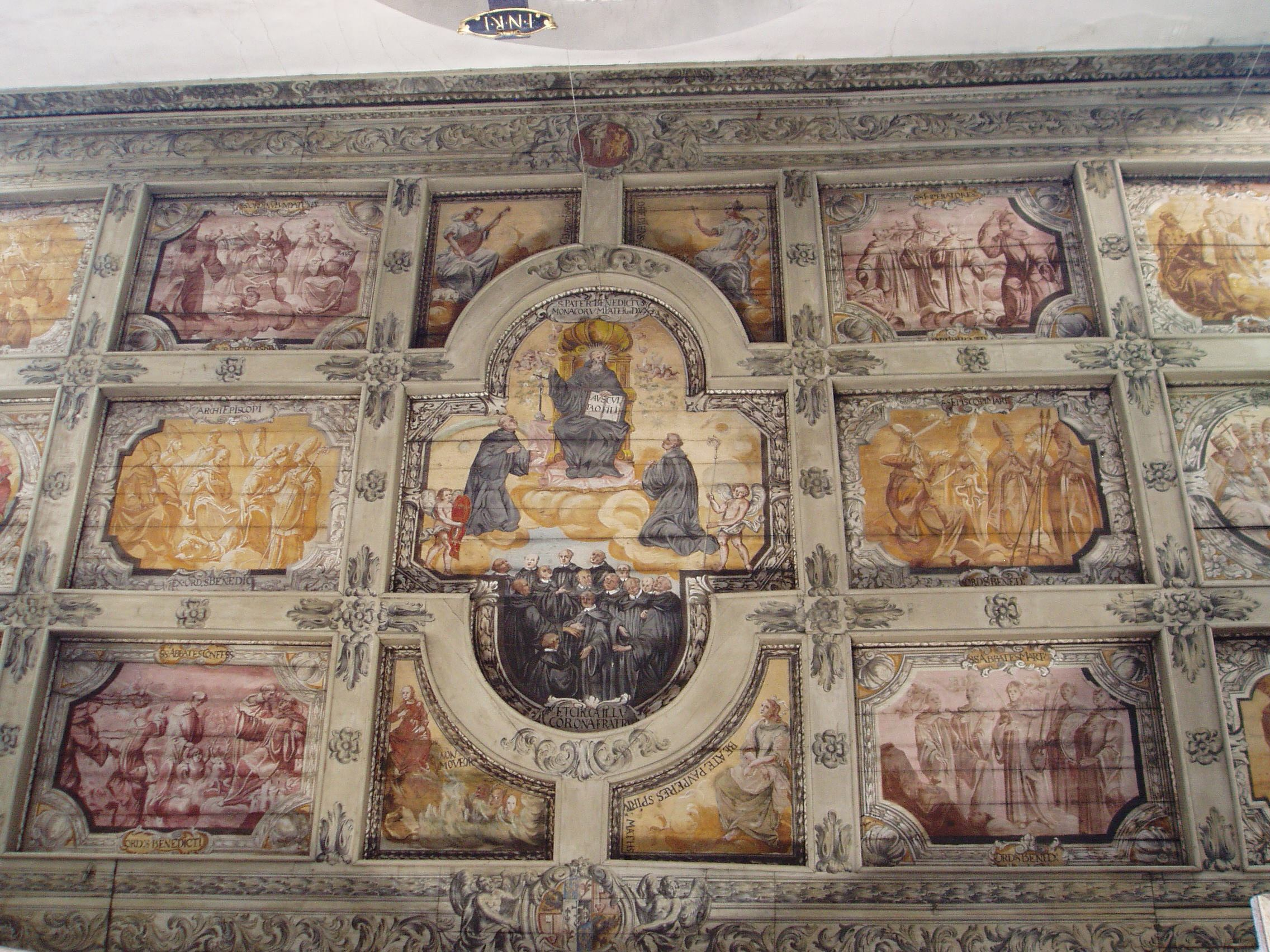
Soffitto in legno dipinto raffigurante san Benedetto da Norcia

La chiesa abbaziale, alla soppressione del monastero, divenne chiesa parrocchiale alla quale, il 18 febbraio 1964, papa Paolo VI concesse lo status di basilica minore. La basilica romanica godeva di tre transetti, tre cori, e parte della struttura risale addirittura alla metà dell'VIII secolo. Da allora, però, molte parti sono state ampiamente rimaneggiate o ricostruite: la parte più antica è ad oggi la cripta sottostante il coro a nord. Il portale, strombato, riporta opere d'arte risalenti al 1052 e rappresentano l'esempio più antico presente ancora oggi in Germania.
Le decorazioni rappresentano Gesù Cristo, sant'Emmerano e san Dionigi. Nel transetto ovest, invece, si trova un soffitto dipinto raffigurante san Benedetto di Norcia. La cripta di San Volfango si trova sotto il coro di San Dionigi, presso il cui altare si trova la tomba della regina Emma dei franchi (m. 876) e consorte di Ludovico il Germanico. L'altare maggiore risale al 1669, mentre la torre campanaria dispone di un concerto di sei campane.

## Chiesa di San Ruperto
La chiesa di San Ruperto era la chiesa parrocchiale annessa al monastero, avente due absidi e costruita nella seconda metà dell'XI secolo, ma allargata nei secoli successivi. La navata principale, infatti, risale al XIV secolo ed il coro è del 1405 mentre l'altar maggiore rappresenta il battesimo del duca Teodone di Baviera da parte di san Ruperto, vescovo di Salisburgo, in un'opera del 1690.

## Abati di Sant'Emmerano

### Abati
- Beato Ramwold (975-1001)
- Wolfram (1001-1006)
- Richolf (1006-1028)
- Hartwich (1028-1029)
- Burkhard (1030-1037)
- Ulrich I (1037-10420
- Erchanbert (1042-1043)
- Peringer I (1044-1048)
- Reginward (1048-1060?)
- Eberhard I  (c. 1060-1068)
- Rupert (1068-1095)
- Pabo  (1095-c. 1106)
- Reginhard  (c. 1106-1129?)
- Engelfrid  (1129-1142)
- Pabo (per la seconda volta)  (1142-1143)
- Berthold I (1143-1149)
- Adalbert I (1149-1177)
- Peringer II (1177-1201)
- Eberhard II (1201-1217)
- Ulrich II (1217-1219)
- Berthold II (1219-1235)
- Wulfing (c. 1235-c. 1247)
- Ulrich III  (1247-1263)
- Friedrich I von Theuern (1263-1271)
- Ulrich IV von Prunn (1271)
- Haimo (1272-1275)
- Wolfgang I Sturm (1275-1279)
- Wernher (1279-1292)
- Karl (1292-1305)
- Heinrich von Winzer (1305-1312)
- Baldwin Kötzl (1312-1324)
- Adalbert II (Albert) von Schmidmühlen (1324-1358)
- Alto von Tannstein (1358-1385)
- Friedrich II von Weidenberg (1385-1395)
- Johannes I Hauner (1395-1402)
- Ulrich V Pettendorfer (1402-1423)
- Wolfhard Strauß  (1423-1452)
- Hartung Pfersfelder  (1452-1458)
- Konrad Pebenhauser  (1459-1465)
- Michael Teuer (1465-1471)
- Johannes II Tegernpeck (1471-1493)
- Erasmus I Münzer (1493-1517)
- Ambrosius I Münzer (1517-1535)
- Leonhard Pfenningmann (1535-1540)
- Erasmus II Nittenauer (1540-1561)
- Blasius Baumgartner (1561-1575)
- Ambrosius II Mayrhofer (1575-1583)
- Hieronymus I Weiß (1583-1609)
- Hieronymus II Feury (1609-1623)
- Johannes III Nablaß (1623-1639)
- Placidus Judmann (1639-1655)
- Coelestin I Vogl (1655-1691)
- Ignatius von Trauner (1691-1694)
- Johannes IV Baptist Hemm (1694-1719)
- Wolfgang II Mohr (1719-1725)

### Principi-abati
- Anselm Godin de Ampezo (1725-1742)
- Johann V Baptist Kraus (1742-1762)
- Frobenius Forster (1762-1791)
- Coelestin II Steiglehner (1791-1803; m. 1819)